# Harrislee
Harrislee település Németországban, Schleswig-Holstein tartományban. Lakosainak száma 11 733 fő (2023. december 31.).

## A település részei
- Harrislee
  - Harrislee-Dorf
  - Harrisleefeld (Harreslevmark)
  - Slukefter
  - Musbek (Musbæk)
  - Berghof (Bjerggård)
  - Erdbeerfeld
  - Harrisleehof (Harreslevgaard)
  - Harrisleehof
  - Klueshof (Klusgaard)
  - Klueshof
  - Slukefter
  - Kupfermühle (Kobbermølle)
- Wassersleben (Sosti)
- Niehuus (Nyhus)
- Karlsberg (Carlsbjerg
- Simondys (részben, a nagyobb része Handewitthez tartozik)
- Zollsiedlung

## Népesség
A település népességének változása:
| Lakosok száma | 7092 | 11 556 | 11 556 | 11 531 | 11 779 | 11 910 | 11 733 |
|               | 1975 | 2017   | 2018   | 2019   | 2021   | 2022   | 2023   |